# Malý Jezerník
Malý Jezerník (historyczna nazwa niem. Hungerstein lub Kleiner See, cz. Jezník)  – szczyt (góra) o wysokości 1208 m n.p.m. (podawana jest też wysokość 1200 m n.p.m. , 1207,7 m n.p.m., 1208 m n.p.m.  lub 1208,1 m n.p.m. ) w paśmie górskim Wysokiego Jesionika (cz. Hrubý Jeseník), w północno-wschodnich Czechach, w Sudetach Wschodnich, na historycznej granicy Śląska i Moraw, na granicy gmin Bělá pod Pradědem i Loučná nad Desnou, oddalony o około 4 km na północny zachód od szczytu góry Pradziad (cz. Praděd), leżący na jego głównym grzbiecie (grzebieniu), pomiędzy szczytami Velký Jezerník i Výrovka. Rozległość góry (powierzchnia stoków) szacowana jest na około 3,4 km², a średnie nachylenie wszystkich stoków wynosi około 11°.

## Charakterystyka

### Lokalizacja

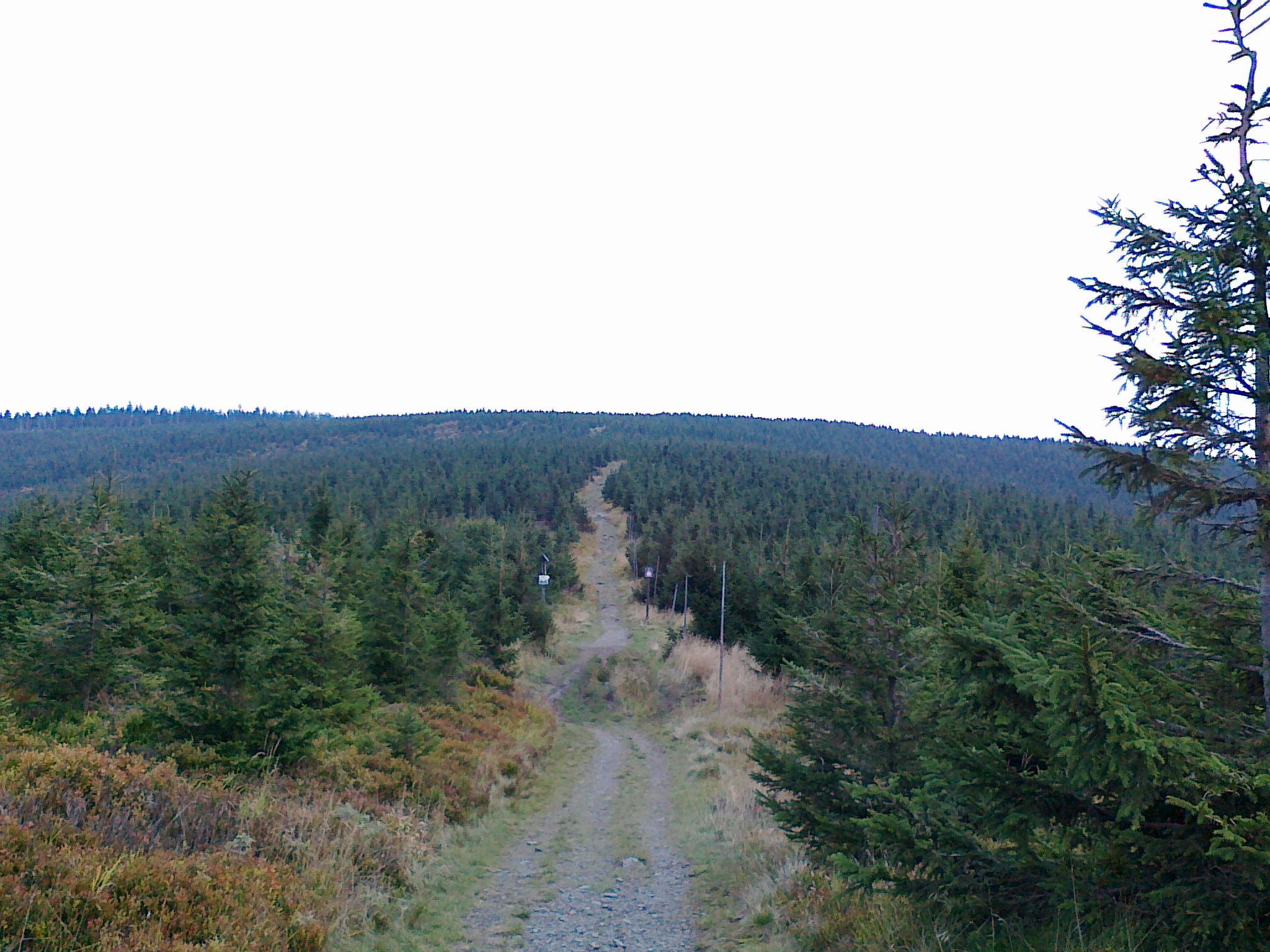
Widok z przełęczy Sedlo pod Malým Jezerníkem na górę Malý Jezerník (2014 rok)

Góra Malý Jezerník położona jest w centrum całego pasma Wysokiego Jesionika. Jest górą o kopulastej, nieco spłaszczonej powierzchni szczytowej, leżącą w części Wysokiego Jesionika, w północnym obszarze (mikroregionu) o nazwie Masyw Pradziada (cz. Pradědská hornatina), położoną na jego grzbiecie głównym (grzebieniu), ciągnącym się od przełęczy Červenohorské sedlo do przełęczy Skřítek. Malý Jezerník jest górą trudno rozpoznawalną i niezbyt charakterystyczną. Jest szczytem dobrze widocznym m.in. z drogi okalającej połać szczytową góry Pradziad (widoczny poniżej linii patrzenia na szczyt góry Vozka) czy też z innego charakterystycznego punktu widokowego – z drogi okalającej szczyt góry Dlouhé stráně (widoczny na prawo od linii patrzenia na szczyt góry Tupý vrch). Szczyt bardzo dobrze jest widoczny z czerwonego szlaku turystycznego  na przełęczy Sedlo pod Malým Jezerníkem.
Górę ograniczają: od wschodu przełęcz o wysokości 1199 m n.p.m. w kierunku szczytu Velký Jezerník, od południowego wschodu dolina potoku o nazwie Hladový potok, płynącego w żlebie Hladový důl, od południa dolina rzeki Divoká Desná, od zachodu przełęcz Petrovka o wysokości 1041 m n.p.m., od północnego zachodu przełęcz Sedlo pod Malým Jezerníkem o wysokości 1114 m n.p.m., od północy dolina potoku Bukový potok i przełęcz o wysokości 1091 m n.p.m. w kierunku szczytu Malý Klín oraz od północnego wschodu dolina potoku Studený potok (1) i nienazwany potok, będący dopływem potoku Studený potok (1). W otoczeniu góry znajdują się następujące szczyty: od północy Malý Klín, od północnego wschodu Sokolí skála (2) i Nad Vodopádem, od południowego wschodu Velký Jezerník i Velký Jezerník–JZ, od południa Medvědí hřbet, od południowego zachodu Tupý vrch i Nad Petrovkou oraz od północnego zachodu Výrovka i Kamenný kostel. 

### Stoki
W obrębie góry można wyróżnić pięć następujących zasadniczych stoków:
- południowo-zachodni
- zachodni o nazwie Nad Petrovkou
- północno-zachodni
- północny o nazwie Hladová hora
- północno-wschodni

Występują tu wszystkie typy zalesienia: bór świerkowy, las mieszany oraz las liściasty, przy czym zdecydowanie dominuje zalesienie borem świerkowym. Na stokach południowo-zachodnim i północno-wschodnim poza borem świerkowym występują obszary pokryte lasem mieszanym, a na stoku południowo-zachodnim wraz z obniżaniem wysokości pojawiają się obszary pokryte lasem liściastym. Niemalże wszystkie stoki charakteryzują się znaczną zmiennością wysokości zalesienia, z występującymi licznymi przerzedzeniami, przecinkami oraz polanami. U podnóża stoku południowo-zachodniego znajduje się znaczna przecinka na poprowadzoną wzdłuż napowietrzną linię przesyłową prądu o napięciu 400 kV z elektrowni szczytowo-pompowej Dlouhé Stráně. Blisko połaci szczytowej, w odległości około 300 m na zachód od szczytu (stok zachodni) przy czerwonym szlaku turystycznym  znajduje się skalisko, będące punktem widokowym. Ponadto wzdłuż grzbietu południowego góry (stok południowo-zachodni) ciągnie się na wysokościach około (850–1055) m n.p.m. grupa skalna na długości około 600 m oraz inna grupa skalna przy żlebie Hladový důl, nieopodal wodospadu o nazwie (cz. Hladový vodopád).  
Stoki mają stosunkowo jednolite, na ogół łagodne i zróżnicowane nachylenia. Średnie nachylenie stoków waha się bowiem od 6° (stok północno-zachodni) do 14° (stok zachodni). Średnie nachylenie wszystkich stoków góry (średnia ważona nachyleń stoków) wynosi około 11°. Maksymalne średnie nachylenie stoku południowo-zachodniego w pobliżu południowego grzbietu góry, przy grupie skalnej, na odcinku 50 m nie przekracza 50°. Poza wytyczonymi szlakami turystycznymi, stoki pokryte są siecią dróg (m.in. Hladová cesta, Miliónová cesta) oraz na ogół nieoznakowanych ścieżek i duktów. Przemierzając je zaleca się korzystanie ze szczegółowych map, z uwagi na zawiłości ich przebiegu, zalesienie oraz zorientowanie w terenie.

### Szczyt główny

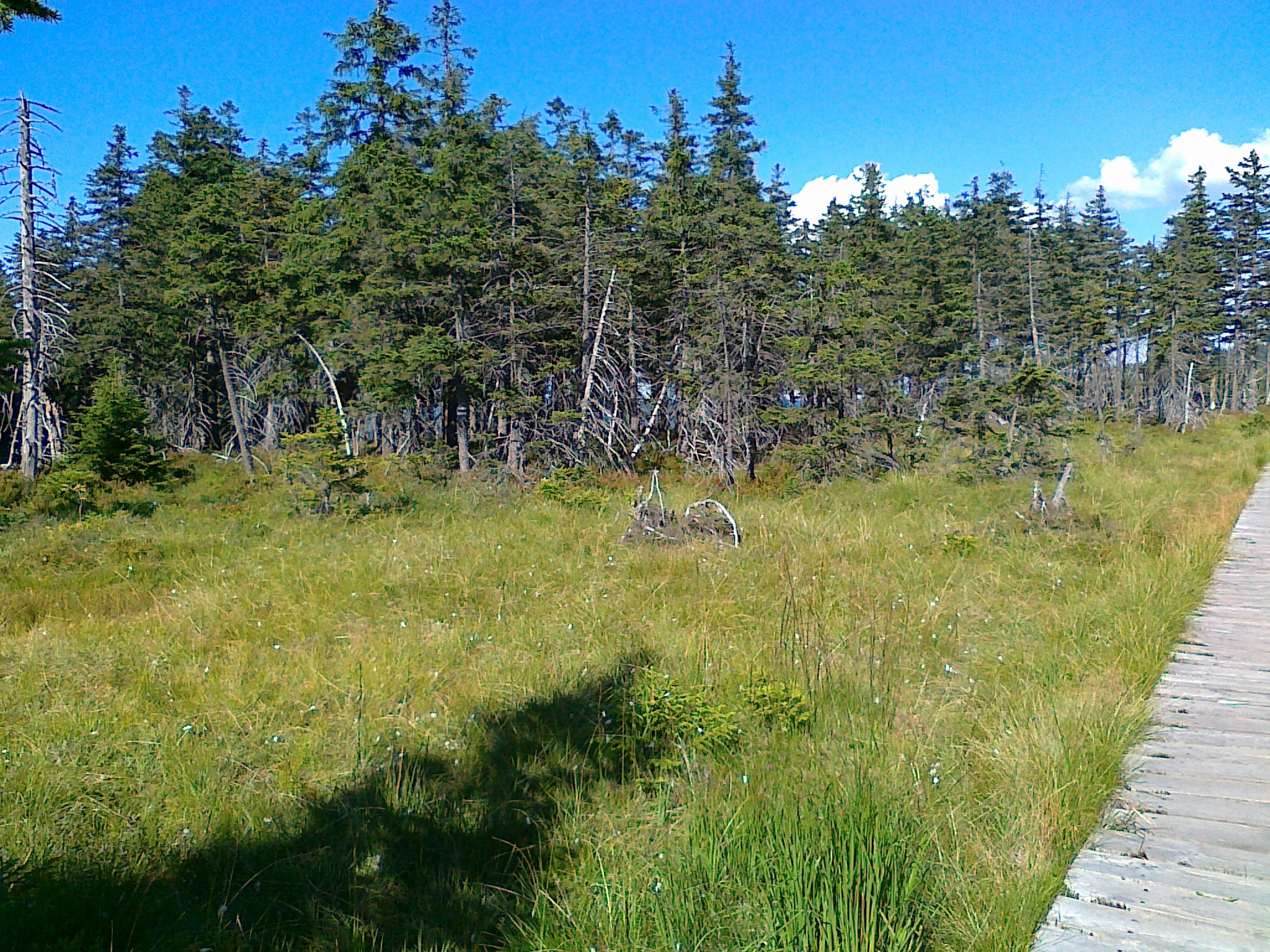
Połać szczytowa góry Malý Jezerník (2018 rok)

Przez wypłaszczoną połać szczytową przebiega czerwony szlak turystyczny , z umieszczonym na nim deskowym chodnikiem (z uwagi na podmokły obszar torfowiskowy) oraz zlokalizowanym na nim przystanku turystycznym o nazwie Malý Jezerník, z podaną na tablicy informacyjnej wysokością 1200 m. Szczyt góry zlokalizowany jest kilka metrów od czerwonego szlaku turystycznego , w niewielkiej odległości (ok. 50 m) od przystanku turystycznego Malý Jezerník, na skraju niewielkiej polany wśród nieznacznego zalesienia borem świerkowym, pokryty trawą wysokogórską, roślinnością obszarów torfowiskowych oraz kikutami spróchniałych pni. Na połaci szczytowej nie ma punktu geodezyjnego. Połać szczytowa poza częścią nieznacznego zalesienia jest punktem widokowym, z którego rozpościera się panorama na okoliczne szczyty. Państwowy urząd geodezyjny o nazwie (cz. Český úřad zeměměřický a katastrální (CÚZK)) w Pradze podaje jako najwyższy punkt góry – szczyt – o wysokości 1209,1 m n.p.m. i współrzędnych geograficznych (50°06′25,3″N 17°11′30,2″E/50,107028 17,191722). Dojście na szczyt jest orientacyjne i nie jest zalecane z uwagi na podmokłość terenu.

### Szczyt drugorzędny
Malý Jezerník jest górą o podwójnym szczycie. W odległości około 910 m na północny zachód od szczytu głównego można wyróżnić szczyt drugorzędny określony jako Malý Jezerník–SZ o wysokości 1120 m n.p.m. i współrzędnych geograficznych (50°06′42,9″N 17°10′53,5″E/50,111917 17,181528), oddzielony od szczytu głównego mało wybitną przełęczą o wysokości 1118 m n.p.m.. Znajduje on się przy czerwonym szlaku turystycznym , blisko skrzyżowania turystycznego Pod Malým Jezerníkem z podaną na tablicy informacyjnej wysokością 1120 m, wśród znacznie przerzedzonego zalesienia boru świerkowego i z tego powodu jest ograniczonym punktem widokowym. Widoczne są szczyty Výrovka i Malý Jezerník. Nie ma na nim punktu geodezyjnego.

### Geologia
Pod względem geologicznym część stoków góry Malý Jezerník należy do jednostki określanej jako warstwy vrbneńskie, a część do jednostki określanej jako kopuła Desny i zbudowana jest ze skał metamorficznych, głównie: gnejsów (plagioklazów), fyllitów, fyllonitów (biotytów, chlorytów i muskowitów), migmatytów, amfibolitów, kwarcytów, stromatytów, łupków zieleńcowych oraz domieszek nielicznych innych cennych minerałów jak np. granatów.

### Wody
Grzbiet główny (grzebień) góry Pradziad, biegnący od przełęczy Skřítek do przełęczy Červenohorské sedlo oraz dalej do przełęczy Ramzovskiej (cz. Ramzovské sedlo) jest częścią granicy Wielkiego Europejskiego Działu Wodnego, dzielącej zlewiska Morza Bałtyckiego i Morza Czarnego . 
Góra leży na tej granicy, na zlewiskach Morza Bałtyckiego (dorzecze Odry) na stoku północnym i północno-wschodnim oraz Morza Czarnego (dorzecze Dunaju) na stokach: południowo-zachodnim i zachodnim . Na stoku zachodnim bierze swój początek nienazwany potok, będący dopływem rzeki Divoká Desná, na stoku północnym kolejny nienazwany potok, będący dopływem potoku o nazwie Bukový potok oraz na stoku południowo-zachodnim kilka krótkich, nienazwanych potoków, będących dopływami potoku Hladový potok. Na stoku południowo-zachodnim, w odległości około 680 m na południe od szczytu, na wysokości około 930 m n.p.m. przy drodze Hladová cesta występuje źródło o nazwie (cz. Pramen na Hladové cestě). Poza tym na dopływie potoku Hladový potok znajduje się wodospad o nazwie (cz. Vodopád u Hladového potoka), położony na wysokości około 895 m n.p.m. o wysokości około 10 m. Dojście do niego jest trudne, bowiem nie prowadzi tam żadna ścieżka.

## Ochrona przyrody
Część stoku północno-wschodniego góry Malý Jezerník od wysokości mniej więcej (1100–1120) m n.p.m. w dół znajduje się w obrębie rezerwatu przyrody Vysoký vodopád (→ Rezerwat przyrody Vysoký vodopád), będącego częścią wydzielonego obszaru objętego ochroną o nazwie Obszar Chronionego Krajobrazu Jesioniki (cz. Chráněná krajinná oblast (CHKO) Jeseníky), a utworzonego w celu ochrony utworów skalnych, ziemnych i roślinnych oraz rzadkich gatunków zwierząt. Na stokach nie utworzono żadnych obiektów nazwanych pomnikami przyrody oraz nie wytyczono żadnych ścieżek dydaktycznych.

## Turystyka

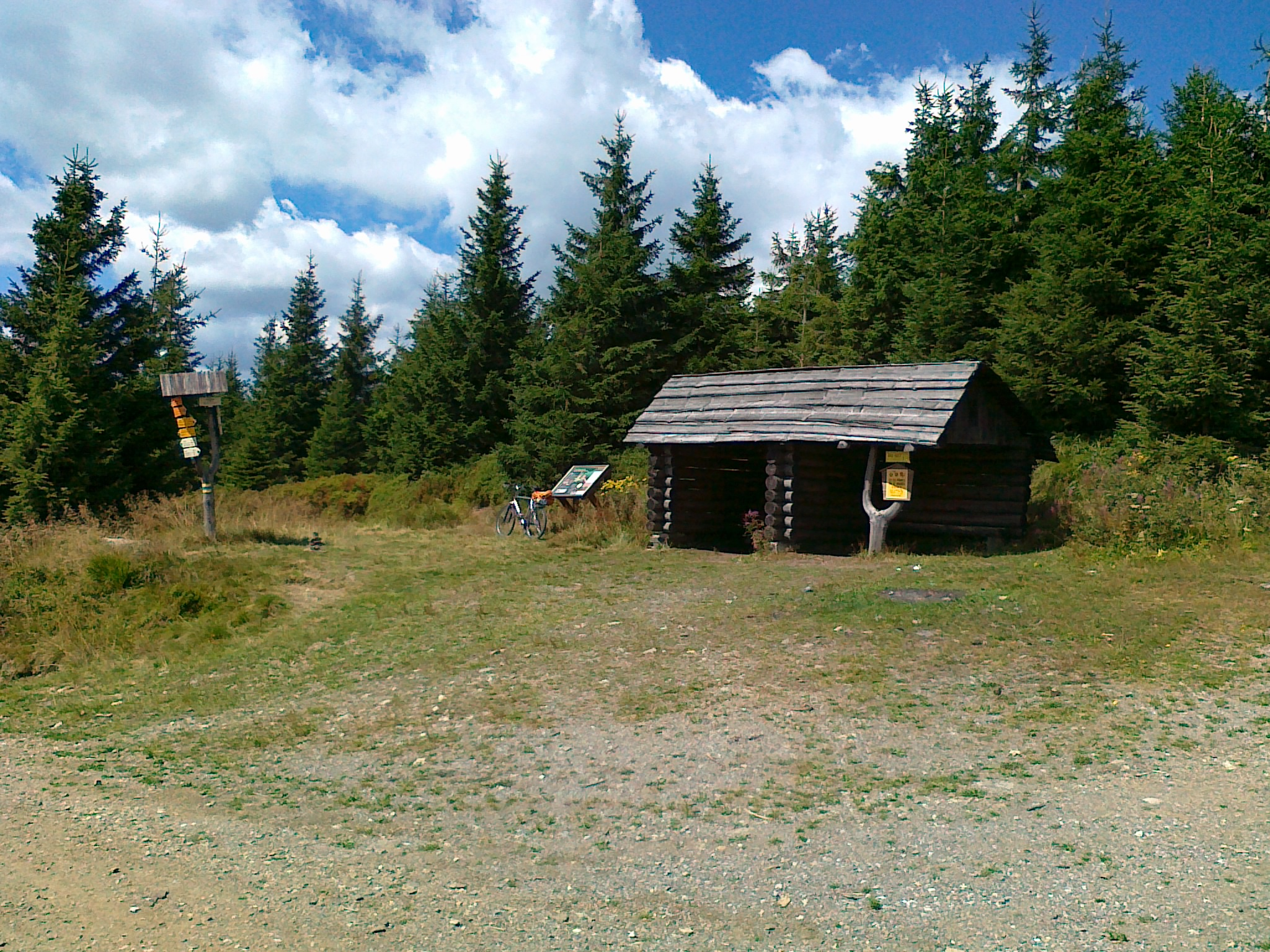
Skrzyżowanie turystyczne Kamzík (2018 rok)

Na górze Malý Jezerník nie ma żadnego schroniska turystycznego lub hotelu górskiego. W odległości około 1,8 km na południowy wschód od szczytu, położone jest najstarsze schronisko turystyczne w paśmie Wysokiego Jesionika Švýcárna oraz w odległości około 3,4 km na północny zachód od szczytu, na przełęczy Červenohorské sedlo znajduje się cały kompleks turystyczny, z hotelem Červenohorské Sedlo i bazą pensjonatów. Ponadto do bazy turystycznej przy drodze Hvězda – Pradziad jest od szczytu około 5,2 km w kierunku południowo-wschodnim, gdzie położone są następujące hotele górskie i schroniska turystyczne:
- na wieży Pradziad: hotel Praděd oraz na stoku góry Pradziad hotel górski Kurzovní chata i schronisko Barborka
- na stoku góry Petrovy kameny hotele górskie: Ovčárna i Figura oraz schronisko Sabinka

Kluczowym punktem turystycznym jest oddalone o około 220 m na południowy zachód od szczytu skrzyżowanie turystyczne Kamzík z podaną na tablicy informacyjnej wysokością 1190 m oraz postawioną przy nim wiatą turystyczną, przez które przechodzą dwa szlaki turystyczne, jeden ze szlaków rowerowych i trasy narciarstwa biegowego. 

### Szlaki turystyczne
Klub Czeskich Turystów (cz. Klub Českých Turistů) wytyczył w obrębie góry cztery szlaki turystyczne na trasach:
 Červenohorské sedlo – góra Velký Klínovec – przełęcz Hřebenová – szczyt Výrovka – przełęcz Sedlo pod Malým Jezerníkem – szczyt Malý Jezerník – góra Velký Jezerník – przełęcz Sedlo Velký Jezerník – schronisko Švýcárna – góra Pradziad – przełęcz U Barborky – góra Petrovy kameny – Ovčárna – przełęcz Sedlo u Petrových kamenů – góra Vysoká hole – szczyt Vysoká hole–JZ – szczyt Kamzičník – góra Velký Máj – przełęcz Sedlo nad Malým kotlem – góra Jelení hřbet – Jelení studánka – przełęcz Sedlo pod Jelení studánkou – góra Jelenka – góra Ostružná – Rýmařov
 Kouty nad Desnou – góra Hřbety – góra Nad Petrovkou – Kamzík – góra Velký Jezerník – przełęcz Sedlo Velký Jezerník – schronisko Švýcárna – góra Pradziad – przełęcz U Barborky – góra Petrovy kameny – Ovčárna – Karlova Studánka
 Červenohorské sedlo – góra Velký Klínovec – góra Výrovka – góra Malý Jezerník – Kamzík
 Kouty nad Desnou – dolina rzeki Divoká Desná – U Kamenné chaty – narodowy rezerwat przyrody Praděd – Velký Děd – szczyt Pradziad

### Szlaki rowerowe i trasy narciarskie
W obrębie góry wyznaczono również cztery  szlaki rowerowe na trasach:
 Červenohorské sedlo – góra Velký Klínovec – góra Výrovka – Kamzík – góra Velký Jezerník – przełęcz Sedlo Velký Jezerník – góra Malý Děd – schronisko Švýcárna – góra Pradziad – przełęcz U Barborky – góra Petrovy kameny – Ovčárna – przełęcz Hvězda
 Videlské sedlo – rezerwat przyrody Vysoký vodopád – góra Malý Děd – góra Velký Jezerník – góra Malý Jezerník – góra Malý Klín – góra Velký Klín – Jeřáb – góra Velký Klínovec – Červenohorské sedlo
 Přemyslov – góra Černá stráň – dolina potoku Hučivá Desná – góra Červená hora – góra Šindelná hora – Suchá hora – Kouty nad Desnou – góra Hřbety – góra Nad Petrovkou – Petrovka
 Loučná nad Desnou – góra Seč – góra Čepel – góra Mravenečník – Medvědí hora – Kamenec (1) – góra Dlouhé stráně – góra Velká Jezerná – dolina rzeki Divoká Desná – Kouty nad Desnou – góra Černá stráň – przełęcz Přemyslovské sedlo – góra Tři kameny – góra Ucháč – góra Jelení skok – góra Loveč – góra Lískovec – Loučná nad Desnou
W okresach ośnieżenia wzdłuż prawie wszystkich szlaków rowerowych przebiegają trasy narciarstwa biegowego, w tym z trasą o nazwie tzw. (cz. Jesenická magistrála). W obrębie szczytu oraz na stokach nie poprowadzono żadnej trasy narciarstwa zjazdowego.